# Elaphoglossum ellipticifolium
Elaphoglossum ellipticifolium är en träjonväxtart som beskrevs av A. Rojas. Elaphoglossum ellipticifolium ingår i släktet Elaphoglossum och familjen Dryopteridaceae. Inga underarter finns listade.